# 松田欣也
松田 欣也（まつだ きんや、1937年1月10日 - ）は、広島県広島市出身の実業家。広島マツダ社長などを務めた。

## 経歴
広島市、現在の中区で生まれる。父はマツダモータース（現：広島マツダ）の創業者である松田宗弥。祖父は東洋工業（現：マツダ）創業者の松田重次郎。戦時中は広島県双三郡君田村（現：三次市）に疎開していたため原爆の難を逃れたが、父宗弥と全従業員は犠牲となった。父と自宅を失ったため各地を転々とし、小学校を5回転校している。修道高等学校（1955年卒業）を経て、立教大学経済学部卒業。1959年愛知マツダ（現：東海マツダ販売）に入社。1961年広島マツダ取締役、1962年松田耕平の後任として4代目広島マツダ社長に就任。2002年社長を退き会長に就任。